# Kurdějov
Kurdějov (německy Gurdau) je obec v okrese Břeclav v Jihomoravském kraji. Žije zde 462 obyvatel.

## Název
Jméno vesnice bylo odvozeno od osobního jména Kurděj (totožného s obecným kurděj - "kurděje") a znamenalo "Kurdějův majetek". Německé jméno vzniklo z českého. Podoba jména v písemných pramenech: Curdieiow (1286), Curdyeow (1289), Gurde (1365), Kurdyegow (1412), v Kurdějově (1459), Gurdějově (1515), Kurdiegow (1595, 1609), Kurda (1633), Gurdaw (1673), Kurdau (1718), Gurdau (1720), Kurdau (1751), Gurdau a Kurděgow (1846), Gurdau a Kurdějov (1872).

## Historie
První písemná zmínka o obci pochází z roku 1286 (in villa Curdieiow). Ve 40. letech 20. století byli nuceně vysídlení obyvatelé německé národnosti (95 % roku 1930).
V roce 2023 získala obec pozornost světových médií, když farář místní římskokatolické farnosti, exorcista Jaromír Smejkal, v noci z 15. na 16. října 2023 a pak znovu o následující noci dětem dvakrát úmyslně potajmu rozkopáním zničil vyřezávané dýně, kterými ozdobily tamní park v blízkosti kostela.
V roce 2024 hostil Kurdějov mezinárodní konferenci v oboru molekulární a atomové spektroskopie, organizovanou Spektroskopickou společností Jana Marka Marci. Této konference se účastnilo množství světových odborníků, mezi nimi například prof. Volker Deckert, prof. Bernhard Lendl, prof. Ewa Bulska, prof. Martin Hof, a další.

## Obyvatelstvo
Podle sčítání 1930 zde žilo v 217 domech 965 obyvatel. 23 obyvatel se hlásilo k československé národnosti a 917 k německé. Žilo zde 958 římských katolíků, 1 evangelík a 6 příslušníků Církve československé husitské.

### Struktura
Vývoj počtu obyvatel za celou obec i za jeho jednotlivé části uvádí tabulka níže, ve které se zobrazuje i příslušnost jednotlivých částí k obci či následné odtržení.
| Rok            | 1869 | 1880  | 1890  | 1900 | 1910 | 1921 | 1930 | 1950 | 1961 | 1970 | 1980 | 1991 | 2001 | 2011 | 2021 |
| -------------- | ---- | ----- | ----- | ---- | ---- | ---- | ---- | ---- | ---- | ---- | ---- | ---- | ---- | ---- | ---- |
| Počet obyvatel | 978  | 1 060 | 1 010 | 993  | 945  | 916  | 965  | 524  | 412  | 370  | 347  | 298  | 347  | 381  | 435  |
| Počet domů     | 218  | 218   | 228   | 227  | 210  | 212  | 217  | 133  | 106  | 99   | 96   | 103  | 136  | 156  | 173  |

## Obecní správa a politika
Mezi lety 1869–1976 Kurdějov byl obcí v okrese Hustopeče (1869–1950) a později v okrese Břeclav. Od 1. srpna 1976 do 31. prosince 1997 patřil jako část města k Hustopečím a od 1. ledna 1998 je opět samostatnou obcí.

### Politika
V letech 2010 až 2014 byl starostou Jaroslav Matýšek (Sdružení Kurdějovských občanů). Na ustavujícím zasedání zastupitelstva v listopadu 2014 byl do této funkce zvolen opětovně. Svoji funkci obhájil i po obecních volbách v roce 2018.

### Obecní symboly
Znak a vlajka byly obci uděleny rozhodnutím předsedy Poslanecké sněmovny Parlamentu České republiky dne 18. března 2003.

## Pamětihodnosti
- farní kostel svatého Jana Křtitele – pozdně gotický jednolodní chrám obklopuje samostatně stojící zvonice, kaple Všech svatých a kostnice, propojené obrannou hradební zdí. Areál dotváří budova fary zapojená do jižní hradby. Tyto stavby tvoří jeden z největších a nejzachovalejších komplexů opevněného kostela v Česku. Areál se nachází v centru obce a je její výraznou dominantou.
- kaplička na severním okraji obce
- barokní sochy svatého Antonína Paduánského s Ježíškem, svatého Jana Nepomuckého a barokní kříž. Tyto kamenné plastiky stojí před farou a areálem opevněného kostela.
- barokní socha svatého Marka, na východním okraji obce
- dvojice zděných božích muk kolem příjezdu od Hustopeč

## Galerie

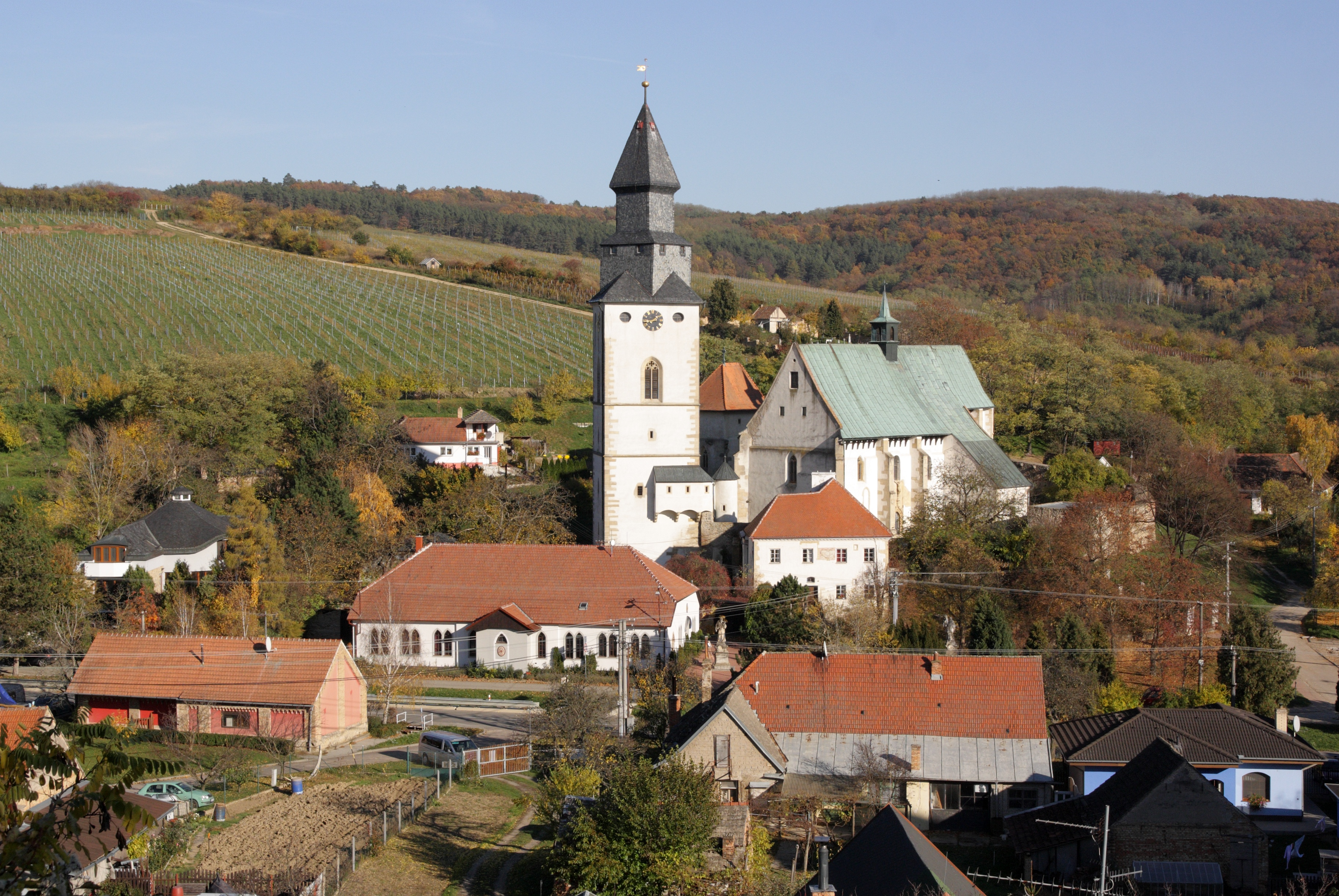
kostel svatého Jana Křtitele
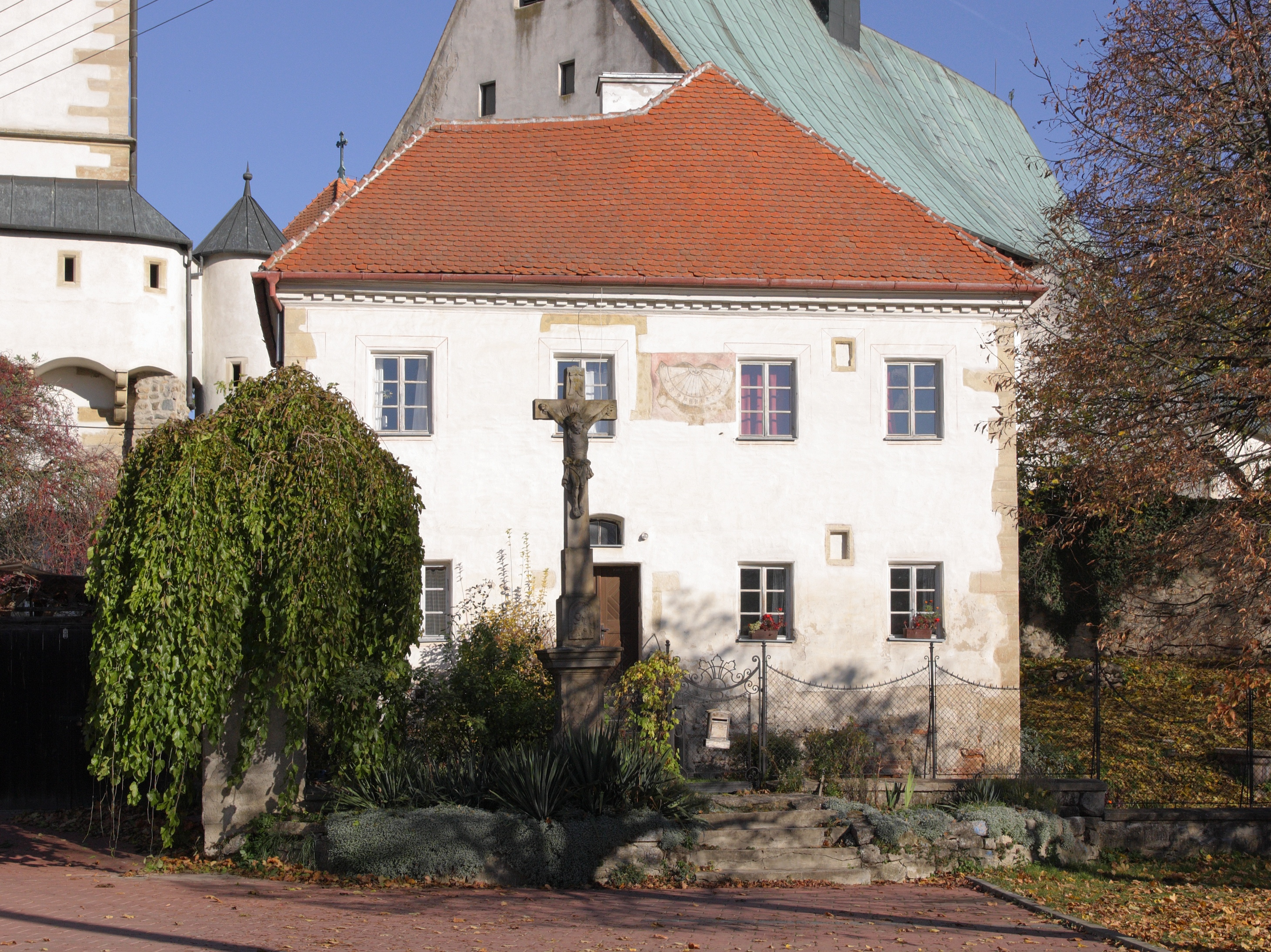
budova fary
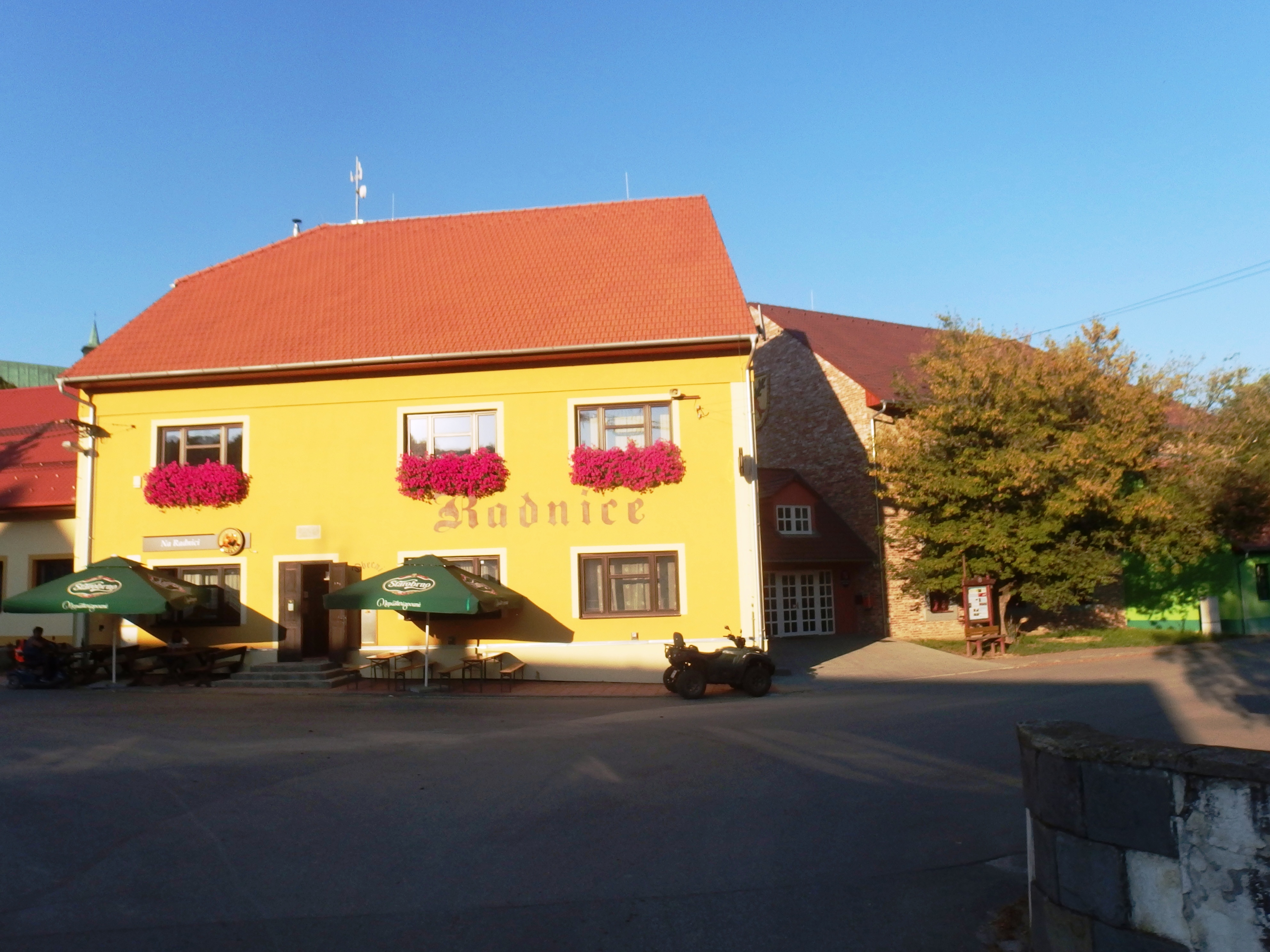
obecní úřad
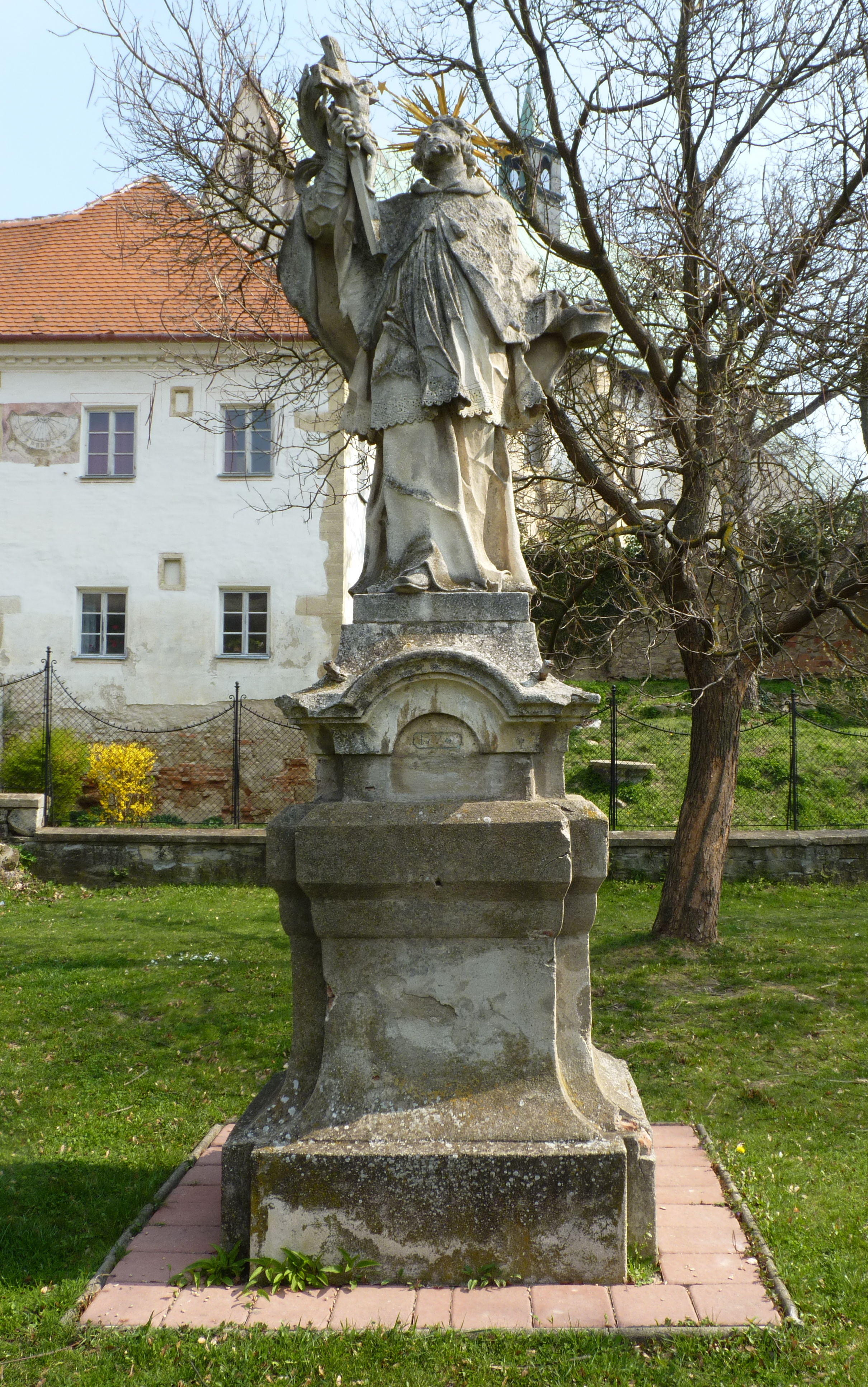
socha svatého Jana Nepomuckého
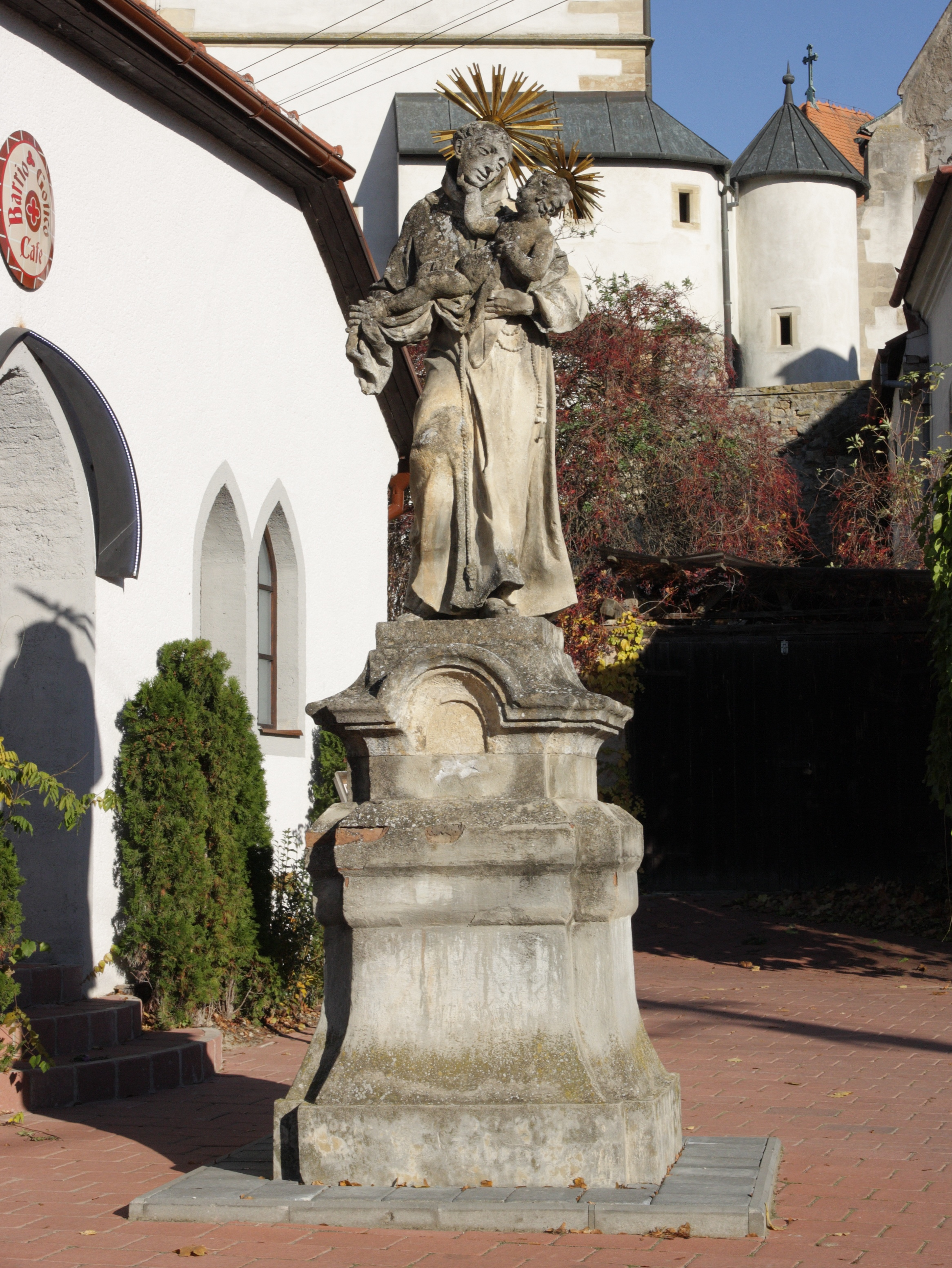
socha svatého Antonína